# Christian Pietsch
Christian Pietsch (* 28. April 1960 in Darmstadt) ist ein deutscher Klassischer Philologe (Gräzist).

## Leben
Nach dem Abitur am altsprachlichen Ludwig-Georgs-Gymnasium in Darmstadt und dem Wehrdienst studierte Pietsch ab 1980 Klassische Philologie, Klassische Archäologie und Philosophie an den Universitäten Mainz und Tübingen, seit 1981 als Stipendiat der Studienstiftung des Deutschen Volkes. Nach dem Ersten Staatsexamen 1986 erhielt Pietsch von 1987 bis 1988 ein Promotionsstipendium der Studienstiftung. Ab 1988 arbeitete er als Wissenschaftlicher Mitarbeiter (seit Dezember 1991 Wissenschaftlicher Assistent) am Seminar für Klassische Philologie der Universität Mainz. 1990 wurde er mit der Dissertation Prinzipienfindung bei Aristoteles. Methoden und erkenntnistheoretische Grundlagen promoviert.
Nach der Habilitation 1996 über die Argonautika des Apollonios von Rhodos vertrat Pietsch im Sommersemester 1997 den Lehrstuhl für Latinistik an der Universität Marburg und im Sommersemester den Lehrstuhl für Latinistik an der Universität Trier. Zum Wintersemester 1998/1999 wurde er an der Universität Mainz zum Hochschuldozenten ernannt und nahm gleichzeitig im Rahmen eines Lehrauftrags die Vertretung der Professur Woldemar Görlers an der Universität des Saarlandes wahr. Im Wintersemester 2000/2001 vertrat er Matthias Baltes’ Professur für Gräzistik an der Universität Münster. Im Sommersemester 2003 nahm er einen Ruf auf den Lehrstuhl für Gräzistik derselben Universität an. Von 2009 bis 2014 war Pietsch Dekan der Philosophischen Fakultät der Universität Münster.
Pietschs Forschungsschwerpunkt ist die antike Philosophie, besonders der Platonismus. Er ist seit 2002 Mitglied und seit September 2003 stellvertretender Vorsitzender der Academia Platonica Septima Monasteriensis. Nach dem Tod von Matthias Baltes übernahm er die Fortsetzung seiner Reihe Der Platonismus in der Antike, deren siebten Band er 2008 herausbrachte.

## Veröffentlichungen (Auswahl)
- Prinzipienfindung bei Aristoteles. Methoden und erkenntnistheoretische Grundlagen (= Beiträge zur Altertumskunde 22). Stuttgart 1992 [= Dissertation Mainz 1990]
- Die Argonautika des Apollonios von Rhodos. Untersuchungen zum Problem der einheitlichen Konzeption des Inhalts (= Hermes-Einzelschrift 80). Stuttgart 1999 [= Habilitationsschrift Mainz 1995]
- Der Platonismus in der Antike, hrsg. von H. Dörrie und M. Baltes, fortgeführt von Ch. Pietsch, Bd. VII/1. Stuttgart 2008
- Der Platonismus in der Antike, hrsg. von H. Dörrie und M. Baltes, fortgeführt von Ch. Pietsch, Bd. VIII. Stuttgart 2016
- (Hrsg.): Ethik des antiken Platonismus. Der platonische Weg zum Glück in Systematik, Entstehung und historischem Kontext. Akten der 12. Tagung der Karl und Gertrud Abel-Stiftung vom 15.–18.10.2009 in Münster (= Philosophie der Antike 32). Stuttgart 2013
- mit Tobias Leuker (Hrsg.): Klassik als Norm – Norm als Klassik. Kultureller Wandel als Suche nach funktionaler Vollendung. Aschendorff, Münster 2016, ISBN 978-3-402-14450-3